# Комар Анатолій Миколайович
Анатолій Миколайович Комар (нар. 12 (25) грудня 1909, Київ — 26 жовтня 1959, Київ) — український радянський інженер-будівельник, академік Академії будівництва і архітектури УРСР (з 1956 року; в 1956—1959 роках — її президент) і Академії будівництва і архітектури СРСР (з 1957 року). Депутат Верховної Ради УРСР 5-го скликання.

## Біографія

Могила Анатолія Комара

Народився 12 (25 грудня) 1909 року в Києві у родині коваля залізничного депо. Трудову діяльність розпочав у п'ятнадцятирічному віці слюсарем залізничної станції Козятин на Вінниччині. Потім працював на спорудженні ряду найважливіших вузлів гідростанції Дніпрогесу.
У 1934 році закінчив Дніпровський інженерно-будівельний інститут у Запоріжжі. Здобув вищу інженерно-будівельну освіту.
З 1935 року працював в проектних організаціях, був конструктором будівельної групи проектного відділу, виконавцем робіт, начальником дільниці, а з 1937 року — головним інженером будівництва доменних печей на заводі «Запоріжсталь».
Член ВКП(б) з 1940 року.
Під час німецько-радянської війни керував швидкісним спорудження доменних печей, тонколистового стана і газогенераторної станції на металургійних підприємствах Уралу, зокрема на Чусовському металургійному заводі.
З 1944 року керував відбудовою ряду металургійних заводів Української РСР: «Запоріжсталі», домни № 6 Дніпропетровського металургійного заводу імені Петровського та ін.
Протягом дев'яти років працював головним інженером і керуючим (з 1952 по 1955 рік) тресту «Дніпровськпромбуд», здійснююче велике гідротехнічне будівництво і спорудження підприємств металургійної та хімічної промисловості, залізниць і шосейних шляхів, мостів, житлових і громадських будівель.
У 1956—1959 роках — президент Академії будівництва і архітектури УРСР.
Одночасно у вересні 1956 — травні 1957 року — 1-й заступник голови Державного комітету Ради міністрів Української РСР у справах будівництва і архітектури. До липня 1958 року — член колегії Міністерства будівництва Української РСР. У липні 1958 — жовтні 1959 року — заступник голови та член Державного комітету Ради міністрів Української РСР у справах будівництва (Держбуду УРСР) /без оплати/.
Основні праці з питань організації і механізації будівництва.
Помер 26 жовтня 1959 року. Похований в Києві на Байковому кладовищі.

## Нагороди
- два ордени Леніна (1947,)
- два ордени Трудового Червоного Прапора (1942, 1954)
- медаль «За доблесну працю» (1946)
- медаль «За відновлення чорної металургії» (1948)
- медалі